# Victor (casa discografica)
The Victor Talking Machine Company o, più familiarmente, Victor, fu un'azienda statunitense leader nella produzione di apparecchiature audio come fonografi e grammofoni nel pieno dei cosiddetti "anni ruggenti".
Fondata nel 1901 a Camden, nel New Jersey, fu attiva sia nella vendita di prodotti al consumo che nel mercato discografico, avendo propri studi d'incisione. Fondò una propria sussidiaria in Giappone, la Victor Company of Japan, che si separò dalla casa madre all'inizio della seconda guerra mondiale e divenne in seguito leader nel mercato dell'alta fedeltà con il marchio JVC.
Nel 1929 fu acquisita dalla Radio Corporation of America e nacque la RCA Victor; quest'ultima nel secondo dopoguerra diede vita anche a una filiale italiana indipendente, la RCA Italiana.
Dal 2022, il marchio Victor è stato concesso in licenza e di proprietà di Talisman Brands, Inc. d/b/a Established..

## Storia

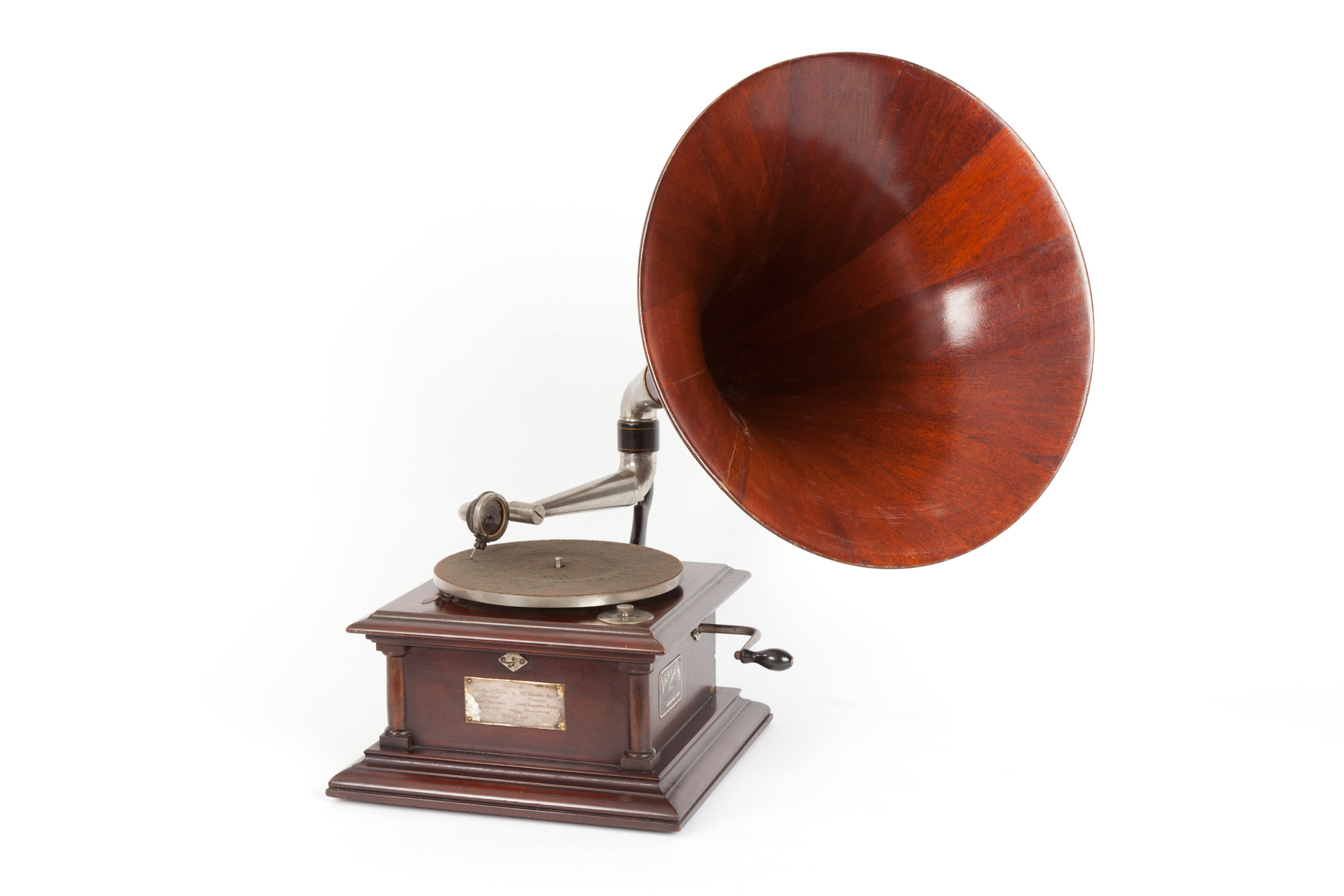
Grammofono Victor IV conservato al Museo nazionale della scienza e della tecnologia Leonardo da Vinci, Milano.

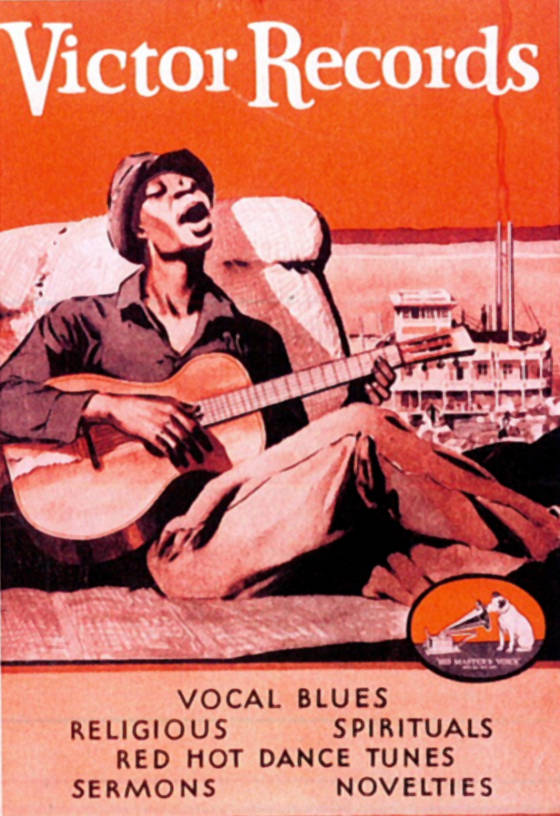
Copertina di un catalogo della Victor Records

La società fu fondata da Eldridge R. Johnson, costruttore di fonografi per Emile Berliner della casa discografica Berliner Gramophone. Secondo talune fonti lo stesso Berliner fu cofondatore della corporation mentre secondo altri il discografico non fu mai connesso con la compagnia Victor.
È pur vero che deve essere stato sostenuto da Johnson nella controversia legale contro la concorrente Zonophone che aveva posto la Berliner Gramophone fuori dal mercato statunitense, tanto da costringerla ad un trasferimento forzoso in Canada. La Victor infine rilevò la Berliner Gramophone e con un ricorso legale anche la Zonophone.
Acquisì poi anche l'etichetta His Master's Voice.

## La JVC
La società giapponese JVC (Victor Company of Japan) è stata in origine una filiale della Victor Talking Machine Company. Fondata nel 1927, ruppe i legami con la RCA, all'inizio della seconda guerra mondiale.

## Victrola
Nel settembre 1906, la compagnia mise a punto un nuovo modello di fonografo o giradischi che veniva ad inserirsi in un mobile in legno. Lo scopo era quello di nascondere l'aspetto meccanico dei fonografi dell'epoca restituendogli un design che lo facesse somigliare, appunto, ad un mobile di arredamento. Commercializzato con il nome di Victrola, questo modello conobbe un successo immediato.

## L'orchestra Tipica Victor
Verso la metà degli anni venti, quando il tango argentino iniziava a diffondersi, i dirigenti della casa discografica Victor decisero di creare un'orchestra che rappresentasse la società, così si rivolsero ad Adolfo Carabelli il quale nel 1925 formò l'orchestra Típica Victor, una tipica orchestra argentina che comprendeva validissimi elementi. Questa formazione durò fino al 1944 senza mai esibirsi in pubblico, ma producendo oltre 450 incisioni di musica tanguera di altissima qualità.

## Galleria d'immagini

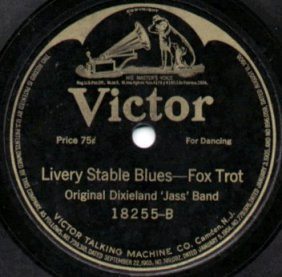
Etichetta Victor Records relativa ad un disco della Original Dixieland Jass Band, 1917
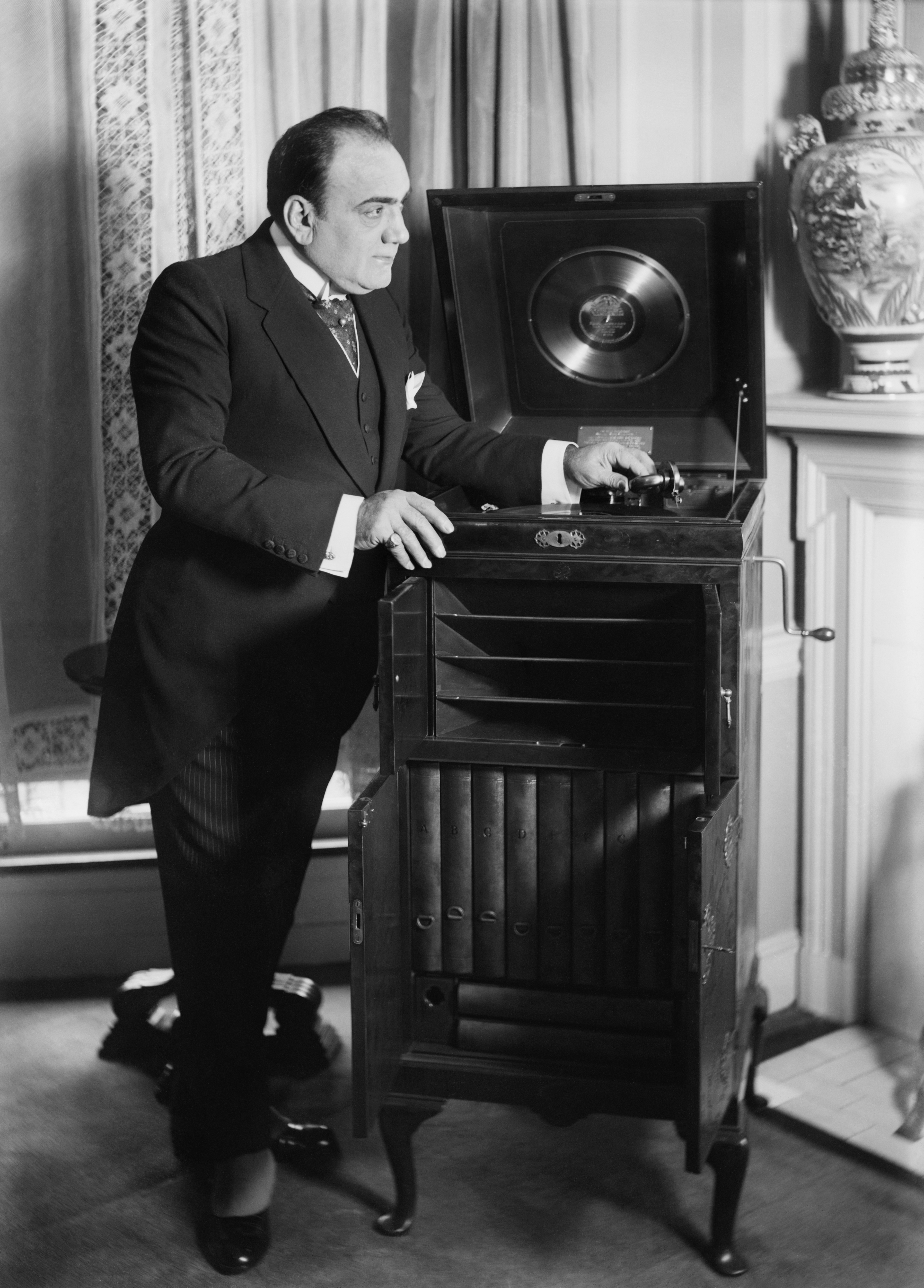
Enrico Caruso posa accanto ad un elegante modello di fonografo Victrola
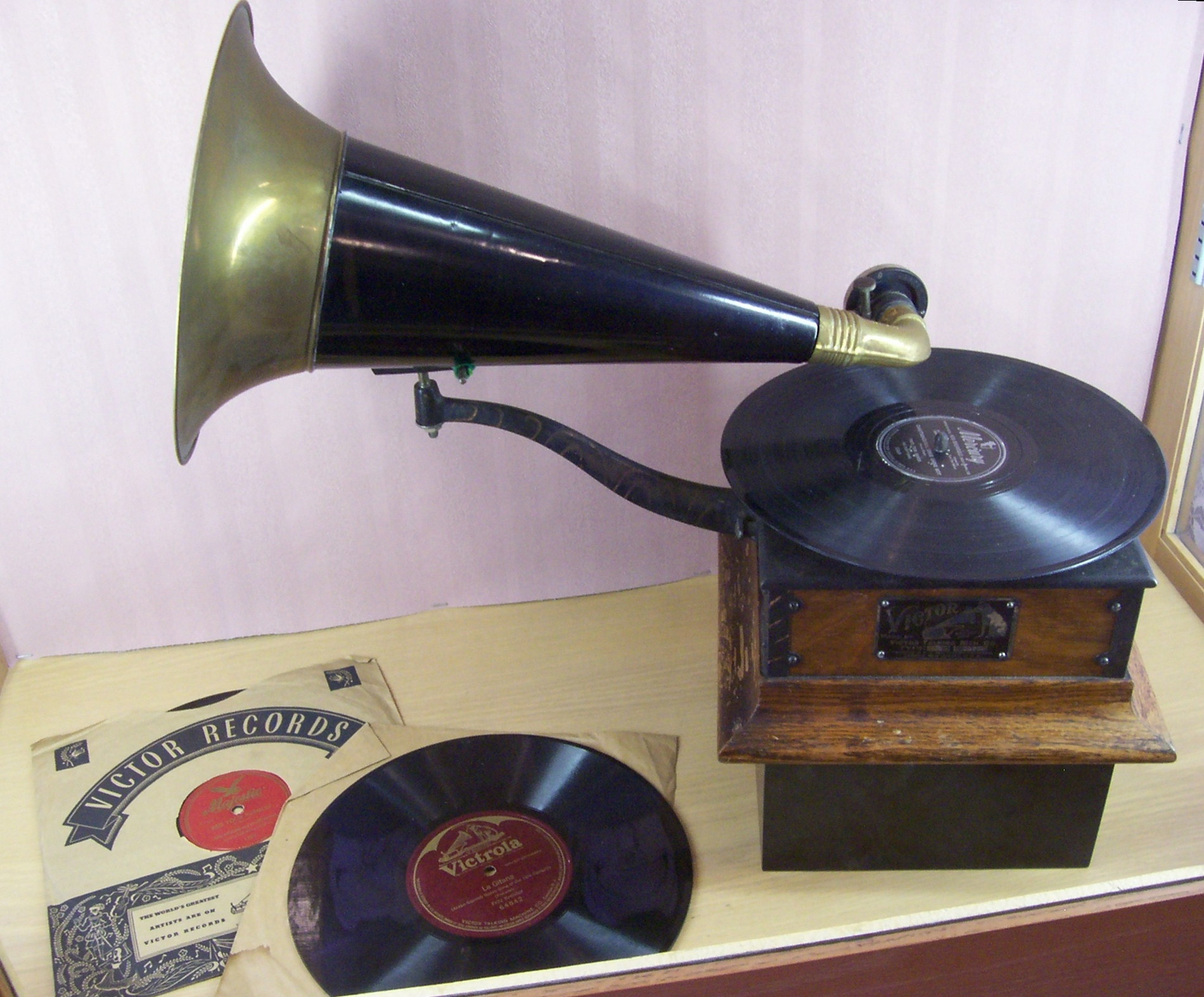
Una classica "Victor Talking Machine" (la macchina parlante della Victor)
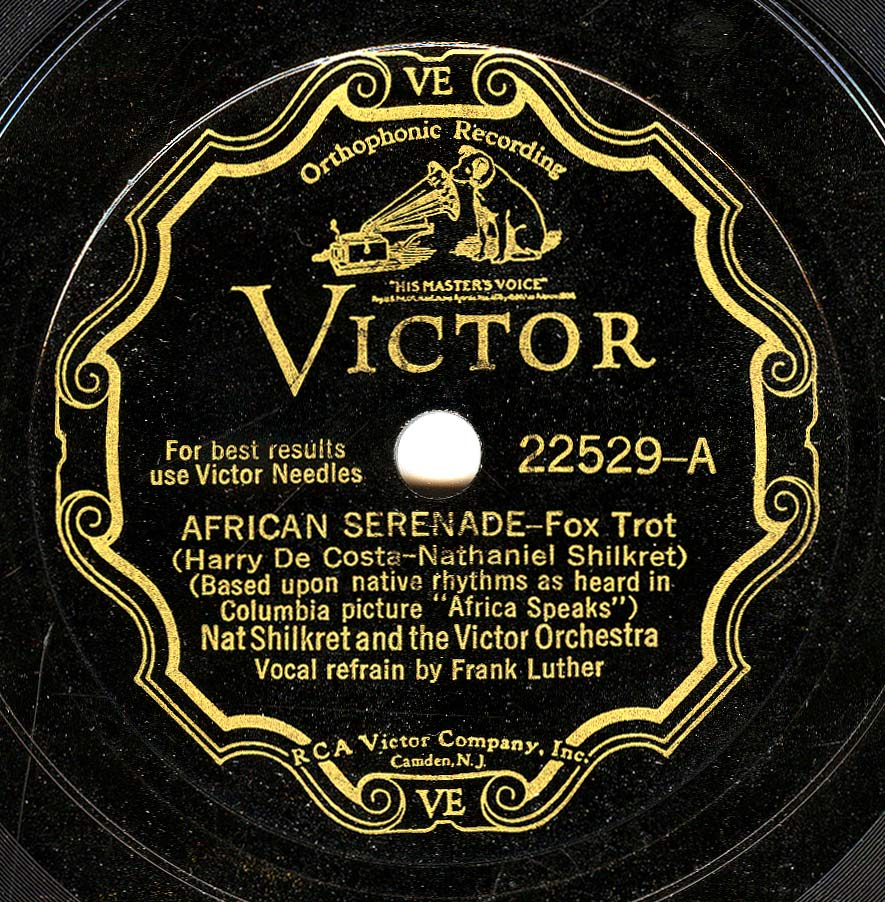
Etichetta Victor 22529 per African Serenade di Nat Shilkret accompagnato dalla Victor Orchestra (1930). Fonte: collezione Fredrik Tersmeden (Lund, Svezia)
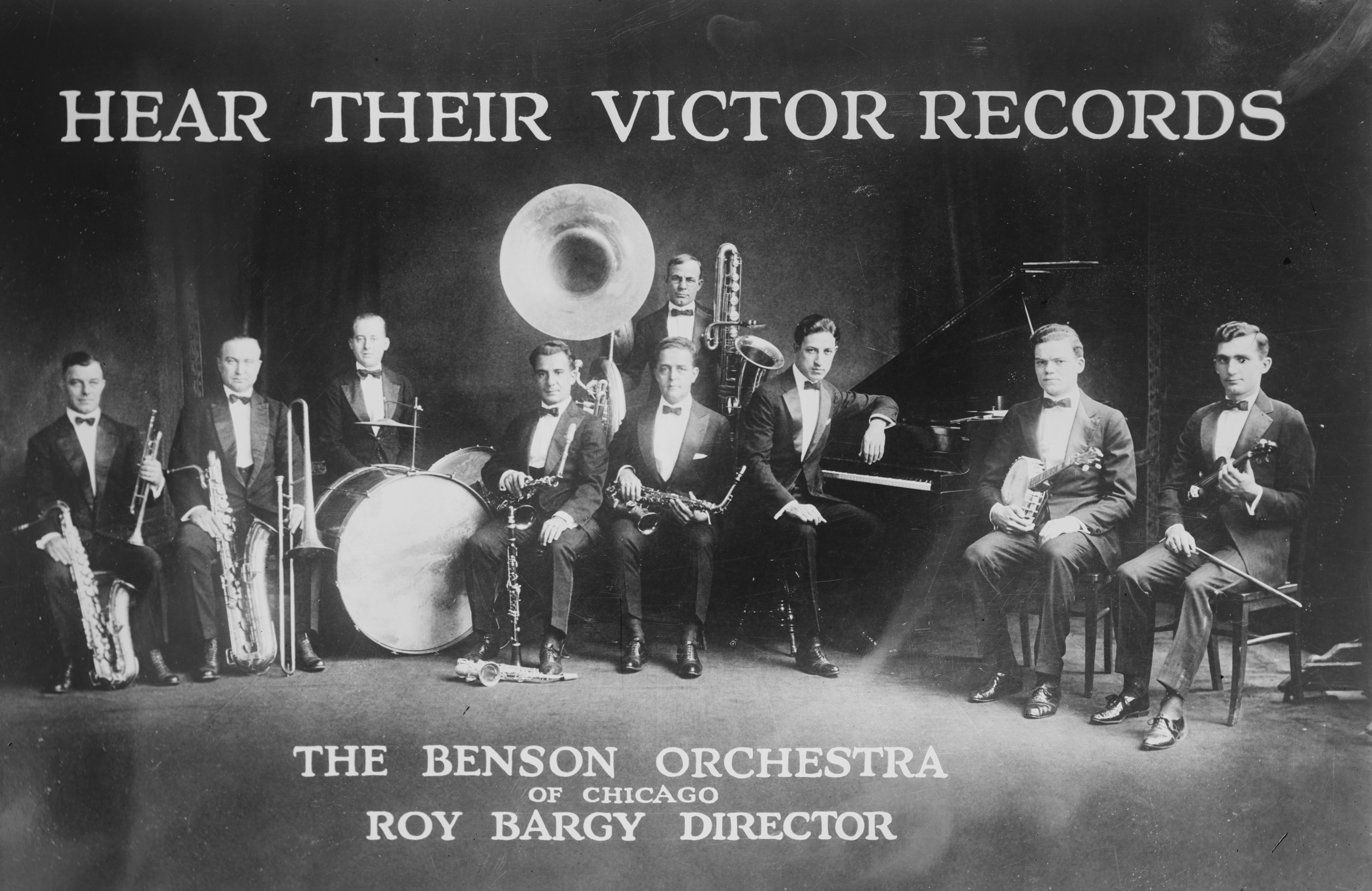
La Benson Orchestra of Chicago (ca. 1920)